# Enna
Enna (până în 1926 Castrogiovanni) este un oraș în regiunea autonomă Sicilia, Italia, fiind reședința provinciei Enna.

## Demografie
Enna - evoluția demografică

|  | Graficele sunt indisponibile din cauza unor probleme tehnice. Mai multe informații se găsesc la Phabricator și la wiki-ul MediaWiki. |

Date: Recensăminte sau birourile de statistică - grafică realizată de Wikipedia

## Localități înfrățite
- Spania, Costa del Sol
- Țara Galilor, Llanfairpwllgwyngyllgogerychwyrndrobwllllantysiliogogogoch
- Grecia, Kastoria
- Malta , Garbo (Gozo)
- Malta , Casal Zebbugi

1. ↑  Superficie di Comuni Province e Regioni italiane al 9 ottobre 2011 (în italiană), Istituto Nazionale di Statistica, accesat în 16 martie 2019
2. ↑   https://it-ch.topographic-map.com/map-4bbbnh/Enna/?zoom=19&center=37.5667%2C14.27933&popup=37.56684%2C14.2792 Lipsește sau este vid: |title= (ajutor)